# Gymnostena
Gymnostena is een geslacht van kevers uit de familie spartelkevers (Mordellidae).
Het geslacht is voor het eerst wetenschappelijk beschreven in 1950 door Franciscolo.

## Soorten
Het geslacht omvat de volgende soort:
- Gymnostena holosericea Franciscolo, 1950